# Hadena latestrigata
Hadena latestrigata är en fjärilsart som beskrevs av Hans Georg Amsel 1935. Hadena latestrigata ingår i släktet Hadena och familjen nattflyn. Inga underarter finns listade i Catalogue of Life.